# Metropolitan Museum of Art
Metropolitan Museum of Art eller The Met er et af verdens største museer. Det ligger i kanten af Central Park i New York.
Museet åbnede i 1872 og ejer i dag en bred samling kunst. Værker fra det gamle Grækenland, malerier af alle de store europæiske mestre og en stor samling af amerikanske kunstværker. Derudover er der bl.a. asiatiske, afrikanske, islamiske kunstværker. Den største udstillingsgenstand er det ægyptiske  Dendurtempel, som  blev skilt, da ægypterne skulle bygge en dæmning. Delene blev fragtet til New York for at blive samlet i The Met.
Et af de seneste indkøb er Duccios Madonna og barn på 20 x 28 cm. Det kostede 45 mio. US$.[kilde mangler]